# Еннур Тотре
Еннур Тотре (мак. Енур Тотре / алб. Ennur Totre; нар. 29 жовтня 1996, Тетово, Македонія) — македонський футболіст албанського походження, півзахисник полтавської «Ворскли» та національної збірної Північної Македонії.

## Клубна кар'єра

### «Шкендія»
Вихованець «Шкендії», у футболці якої й розпочав дорослу футбольну кар'єру. У прпофесіональному футболі дебютував 30 листопада 2014 року в переможному (5:0) домашньому поєдинку 17-го туру Першої ліги проти «Пелістера». Еннур вийшов на поле на 69-й хвилині, замінивши Зайко Зебу. Першим голом у дорослому футболі відзначився 13 березня 2016 року на 51-й хвилині переможного (4:0) виїзного поєдинку 22-го туру Першої ліги Македонії проти «Металурга». Тотре вийшов на поле в стартовому складі та відіграв увесь матч. Загалом у футболці «Шкендії» зіграв 161 матч (11 голів) у Першій лізі Північної Македонії, ще 17 поєдинків провів у кубку країни. Разом з командою вигравав Першу лігу Македонії у сезонах 2017/18, 2018/19 та 2020/21 років.

### «Тирана»
Наприкінці липня 2021 році перебрався до «Тирани». У футболці столичного клубу дебютував 11 вересня 2021 року в переможному (4:2) домашньому поєдинку 1-го туру Суперліги Албанії проти «Скендербеу». Еннур вийшов на поле в стартовому складі, а на 79-й хвилині його замінив Енес Кука. Першим голом за «Тирану» відзначився 17 жовтня 2021 року на 51-й хвилині переможного (3:2) виїзного поєдинку 5-го туру Суперліги Албанії проти «Теути». Тотре вийшов на поле в стартовому складі, а на 83-й хвилині його замінив Енес Кука. У складі «Тирани» зіграв 34 матчі (5 голів) у Суперлізі Албанії та 3 поєдинки в кубку країни. Допоміг столичному клубу виграти Суперлігу Албанії 2021/22.

### «Ворскла»
Наприкінці липня 2022 року албанські ЗМІ розповсюдили інформацію, що Еннур Тотре підпише 3-річний контракт з «Ворсклою». «Тирана» отримає за свого півзахисника 250 тисяч євро, а також 50 тисяч євро як бонуси за виступи північномакедонця.. На початку серпня 2021 року вище вказана інформація підтвердилася, гравець офіційно перейшов до українського клубу. У футболці полтавського клубу дебютував 23 серпня 2022 року в програному (1:3) виїзному поєдинку 1-го туру Прем'єр-ліги України проти луганської «Зорі». Еннур вийшов на поле в стартовому складі, а на 69-й хвилині його замінив Юрій Козиренко.

## Кар'єра в збірній
У футболці національної збірної Північної Македонії дебютував 14 жовтня 2020 року в нічийному (1:1) поєдинку Ліги націй УЄФА проти Грузії, в якому на 88-й хвилині замінив Бобана Николова.

## Статистика виступів

### У збірній
Станом на 14 жовтня 2020
| Північна Македонія | Північна Македонія | Північна Македонія |
| Рік                | Матчі              | Голи               |
| ------------------ | ------------------ | ------------------ |
| 2020               | 1                  | 0                  |
| Загалом            | 1                  | 0                  |

## Досягнення

### Клубні
«Тирана»
- Суперліга Албанії
  -  Чемпіон (1): 2021/22

«Шкендія»
- Перша ліга Македонії
  -  Чемпіон (3): 2017/18, 2018/19, 2020/21
- Кубок Північної Македонії
  -  Володар (2): 2016, 2018